# Diocesi di Sant Feliu de Llobregat
La diocesi di Sant Feliu de Llobregat (in latino Dioecesis Sancti Felicis de Llobregat) è una sede della Chiesa cattolica in Spagna suffraganea dell'arcidiocesi di Barcellona. Nel 2022 contava 922.130 battezzati su 1.042.838 abitanti. È retta dal vescovo Xabier Gómez García, O.P.

## Territorio

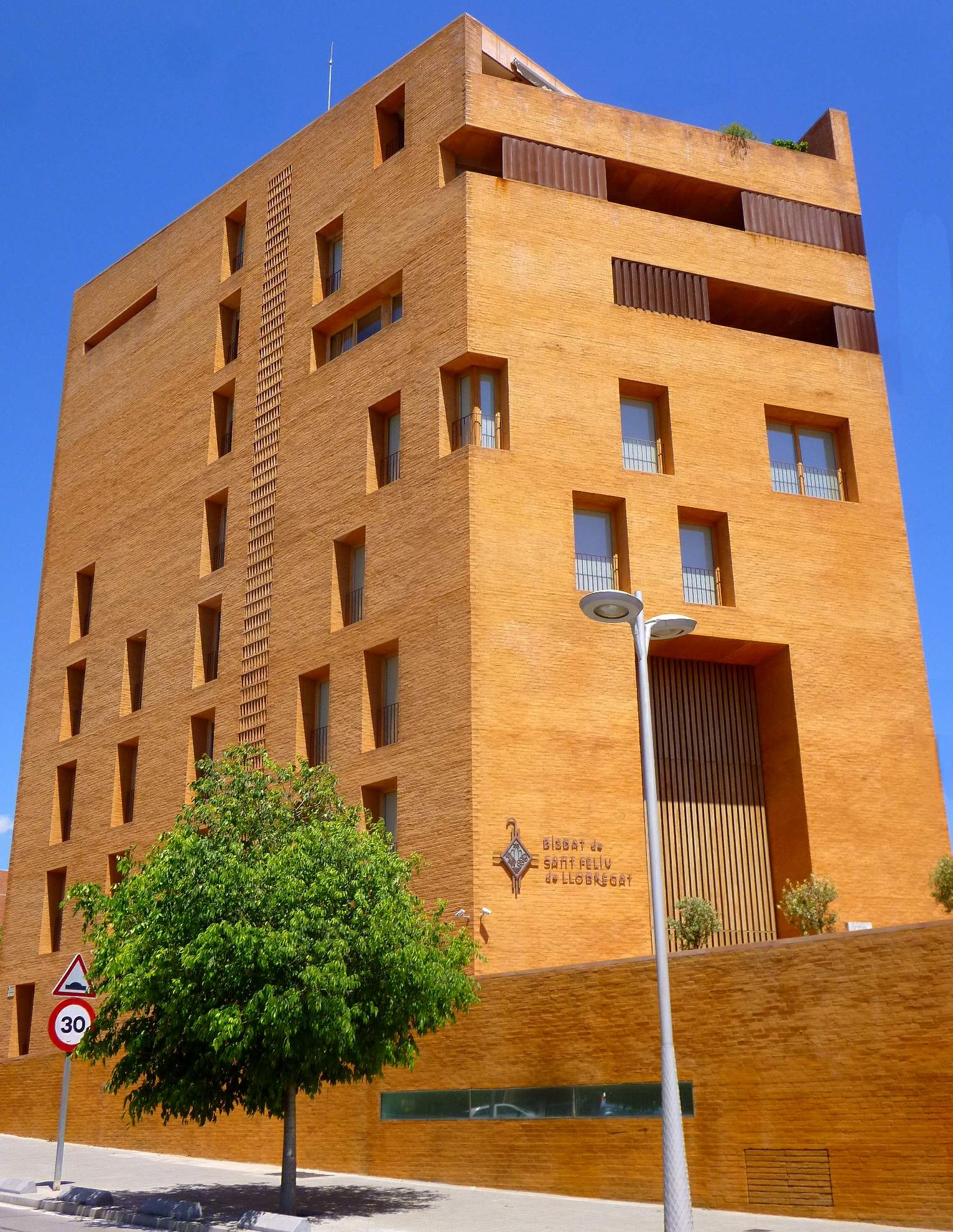
La sede dei vescovi e della curia diocesana.

La diocesi si trova in Catalogna e comprende per intero le comarche di Garraf e di Alt Penedès, la quasi totalità della comarca di Baix Llobregat, ed alcuni comuni delle comarche di Anoia e di Vallès Occidental. In tutto comprende 77 comuni della provincia di Barcellona.
Sede vescovile è la città di Sant Feliu de Llobregat, dove si trova la cattedrale di San Lorenzo (Catedral de Sant Llorenç).
Nella diocesi si trovano anche due basiliche: il celebre santuario mariano del monastero di Montserrat, e la basilica di Santa Maria a Vilafranca del Penedès.
Il territorio si estende su 1.611 km² ed è suddiviso in 9 arcipresbiterati e in 123 parrocchie.

## Storia
La diocesi è stata eretta il 15 giugno 2004 con la bolla Varia inter munera di papa Giovanni Paolo II, ricavandone il territorio dall'arcidiocesi di Barcellona.
Il 17 novembre 2006 la Congregazione per il culto divino e la disciplina dei sacramenti ha confermato Nostra Signora di Montserrat patrona principale della diocesi.

## Cronotassi dei vescovi
Si omettono i periodi di sede vacante non superiori ai 2 anni o non storicamente accertati.
- Agustín Cortés Soriano (15 giugno 2004 - 8 ottobre 2024 ritirato)
- Xabier Gómez García, O.P., dall'8 ottobre 2024

## Statistiche
La diocesi nel 2022 su una popolazione di 1.042.838 persone contava 922.130 battezzati, corrispondenti all'88,4% del totale.
| anno | popolazione | popolazione | popolazione | presbiteri | presbiteri | presbiteri | presbiteri                | diaconi | religiosi | religiosi | parrocchie |
| anno | battezzati  | totale      | %           | numero     | secolari   | regolari   | battezzati per presbitero | diaconi | uomini    | donne     | parrocchie |
| ---- | ----------- | ----------- | ----------- | ---------- | ---------- | ---------- | ------------------------- | ------- | --------- | --------- | ---------- |
| 2004 | 600.000     | 661.393     | 90,7        | 153        | 153        |            | 3.921                     |         |           |           | 121        |
| 2010 | 866.000     | 970.000     | 89,3        | 188        | 107        | 81         | 4.606                     | 16      | 136       | 262       | 122        |
| 2014 | 892.000     | 1.006.436   | 88,6        | 178        | 111        | 67         | 5.011                     | 19      | 124       | 308       | 122        |
| 2017 | 892.600     | 1.007.904   | 88,6        | 150        | 99         | 51         | 5.950                     | 20      | 100       | 284       | 123        |
| 2020 | 909.900     | 1.028.954   | 88,4        | 138        | 92         | 46         | 6.593                     | 19      | 97        | 259       | 123        |
| 2022 | 922.130     | 1.042.838   | 88,4        | 142        | 90         | 52         | 6.493                     | 19      | 91        | 222       | 123        |